# 宮崎げんき
宮崎 げんき（みやざき げんき、1967年1月10日 - ）は、日本のお笑い芸人である。

## 人物
兵庫県出身。松竹芸能所属。血液型はAB型。身長、169cm。体重、63kg。
師匠は若井ぼん・はやとの若井はやと。1990年にボヤキ漫談師ナオユキとぼやき漫才コンビ「ダックスープ」を結成。経歴は、1992年「第22回NHK上方漫才コンテスト」にノミネートし、優秀賞を受賞。ABCお笑い新人グランプリに2度ノミネート。第14回大会は新人賞を受賞し、第15回大会は優秀賞を受賞。1993年には第8回NHK新人演芸大賞にノミネート。
これまでの出演番組は怒涛のくるくるシアター、爆笑ゴングショー、爆笑BOOING（5週勝ち抜きチャンピオン）、GAHAHAキング　爆笑王決定戦、演芸ひろば、ダックスープのOBC歌謡ベスト10など。